# Operation Blue Jay
Operation Blue Jay var et projekt som, i de tidligere 1950'ere, skulle opføre den største og nordligste amerikanske luftbase, senere kendt som Thule Basen.
Arbejdet blev forestået af US Army Corps of Engineers (USACE). Der findes en film som beskriver projektet, filmen hylder i høj grad den heroiske amerikanske indsats; men er dog værd at se hvis man interesserer sig lidt for baserne i Grønland. Blue Jay. Filmen ligger på "Internet Archive" og er på amerikansk, uden undertekster, spilletid ca. 25 min.
| Militær | Spire Denne artikel om militær er en spire som bør udbygges. Du er velkommen til at hjælpe Wikipedia ved at udvide den. |

|  | Denne artikel kan blive bedre, hvis der indsættes geografiske koordinater Denne artikel omhandler et emne, som har en geografisk lokation. Du kan hjælpe ved at indsætte koordinater i wikidata. |